# Ait Ghobri
 (août 2024).
Si vous disposez d'ouvrages ou d'articles de référence ou si vous connaissez des sites web de qualité traitant du thème abordé ici, merci de compléter l'article en donnant les références utiles à sa vérifiabilité et en les liant à la section « Notes et références ».
Les Aït Ghobri, Ath Ghobri ou Ait-Ghebri (At Ɣebri) sont une tribu divisée en 5 clans de Kabylie (Algérie), mentionné par Ibn Khaldoun et établi entre le Djurdjura, le Tamgout et l'Akfadou, le long de la rive droite de la rivière Sebaou.

## Localisation
Les Aït Ghobri sont présents sur le territoire de la commune mixte de Haut Sébaou.

## Histoire
Elle est la tribu d'origine de Sidi Ahmed ou el Kadhi, fondateur de la famille Chaouane au début du XVIe siècle. Le village d'Aït Ziri est limité par Koukou,  Djbel Ziri et les montagnes de Djurdjura.
Le clan entretient la mémoire de Sidi Hend Oumalek.